# J. Samuel White
Pour les articles homonymes, voir White.
J. Samuel White était une société de construction navale (tirant son nom de John Samuel White, 1838 - 1915), qui devint un constructeur important sous l'ère victorienne. Durant le XXe siècle, elle se spécialisa dans la construction de destroyers pour la Royal Navy et pour l'export.
La famille White avait une longue tradition de construction navale dans le Kent, avec James White ayant construit le cotre Lapwing pour la Royal Navy à Broadstairs en 1763-1764, ainsi que des navires rapides pour le Revenue services et d'autres navires pour la pêche ou le commerce avec les Antilles. Trois générations travaillèrent dans le chantier naval avant que Thomas White (1773-1859), le grand-père  de John Samuel White, déménagea de Broadstairs à Cowes sur la côte nord de l'île de Wight en 1802, où il acquit le site d'un chantier sur la rive orientale de la rivière Medina où l'on construisait des navires depuis déjà trois siècles. Vers la fin des guerres napoléoniennes, il commença à travailler sur la côte occidentale, sur ce qui allait devenir le Thetis Yard qui ouvrit officiellement le 1er octobre 1815. White reconstruisit ensuite le site oriental qui en 1825 devint le Falcon Yard.
Les archives indiquent que les quais des chantiers White en 1860 avec ses scieries à vapeur, ses ateliers pour moteurs, mâts et autres parties du navire, fournissaient du travail à environ 500 artisans. J Samuel White l'agrandit encore en 1899. Il devint rapidement un leader mondial dans la conception et la construction de navires de guerre de petite ou moyenne taille tels la classe Almirante Lynch et de navires marchands. Il construisait également un grand nombre d'équipements.
Avec la construction régulière de turbines, chaudières, moteurs à vapeur ou Diesel, le site de West Cowes se transforma en ateliers mécaniques. Le déclin général de la construction navale en Grande-Bretagne entraina la fermeture du chantier avec le lancement du dernier navire pour la Royal Navy en 1963. En 1981, la société cessa son activité commerciale.
"Sammy" White's construisit plus de deux mille navires dans ses différents chantiers de Cowes entre 1803 et 1963.
Entre 1912 et 1916, la société posséda également un département Aviation qui construisit plusieurs hydravions sous le nom de Wight Aircraft:
- Wight Pusher Seaplane
- Wight Seaplane
- Wight Baby
- Wight Bomber
- Wight Converted Seaplane

La société construisit également 110 hydravions Short Type 184 conçus par Short Brothers.

## Source
- (en) Cet article est partiellement ou en totalité issu de l’article de Wikipédia en anglais intitulé « J. Samuel White » (voir la liste des auteurs).